# Carmelita (Belize)
Carmelita ist ein Ort im Südwesten des Orange Walk District in Belize. 2010 hatte der Ort 1474 Einwohner.

## Geographie

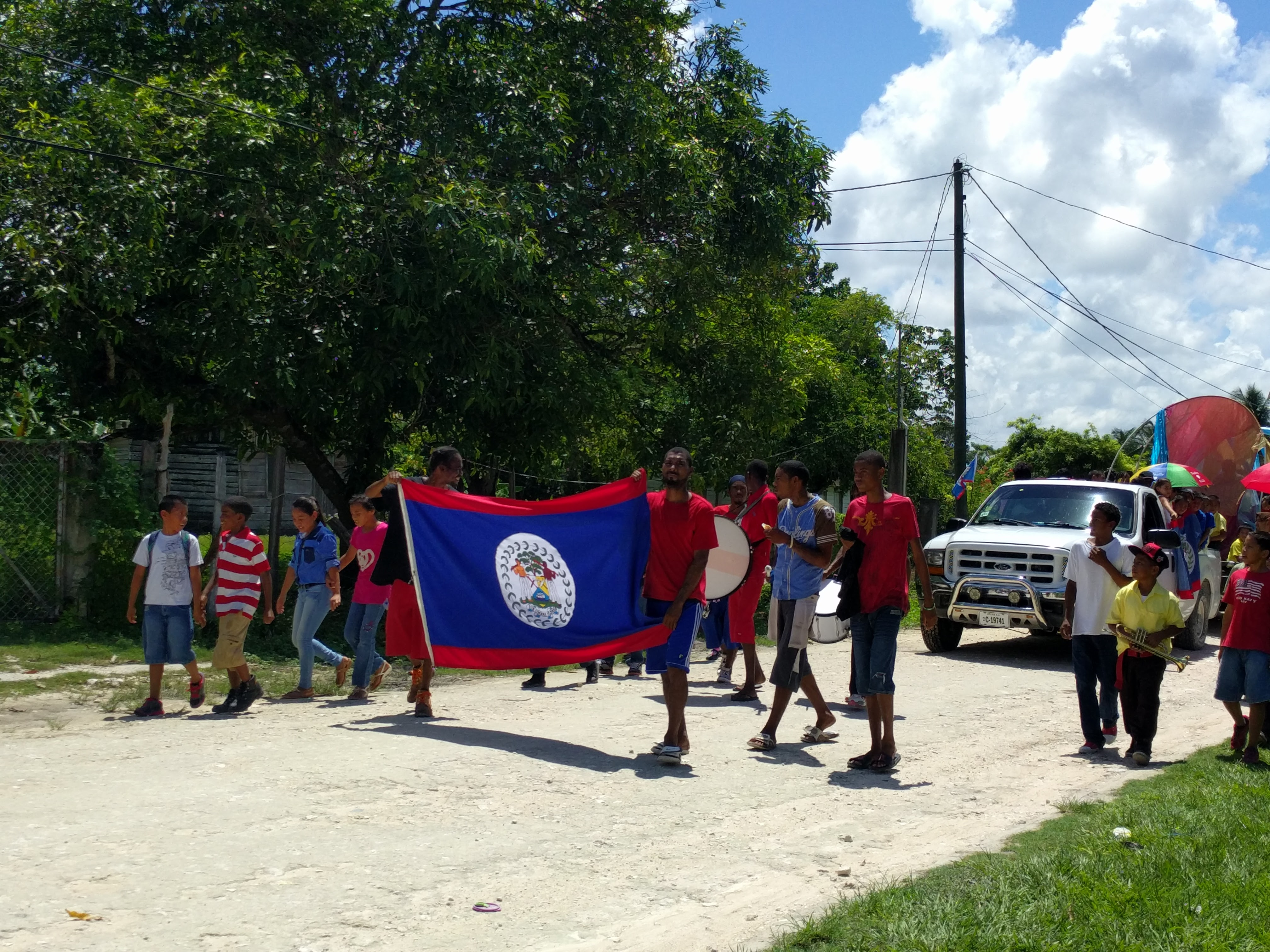
Parade zum Unabhängigkeitstag entlang der Church St. in Carmelita.

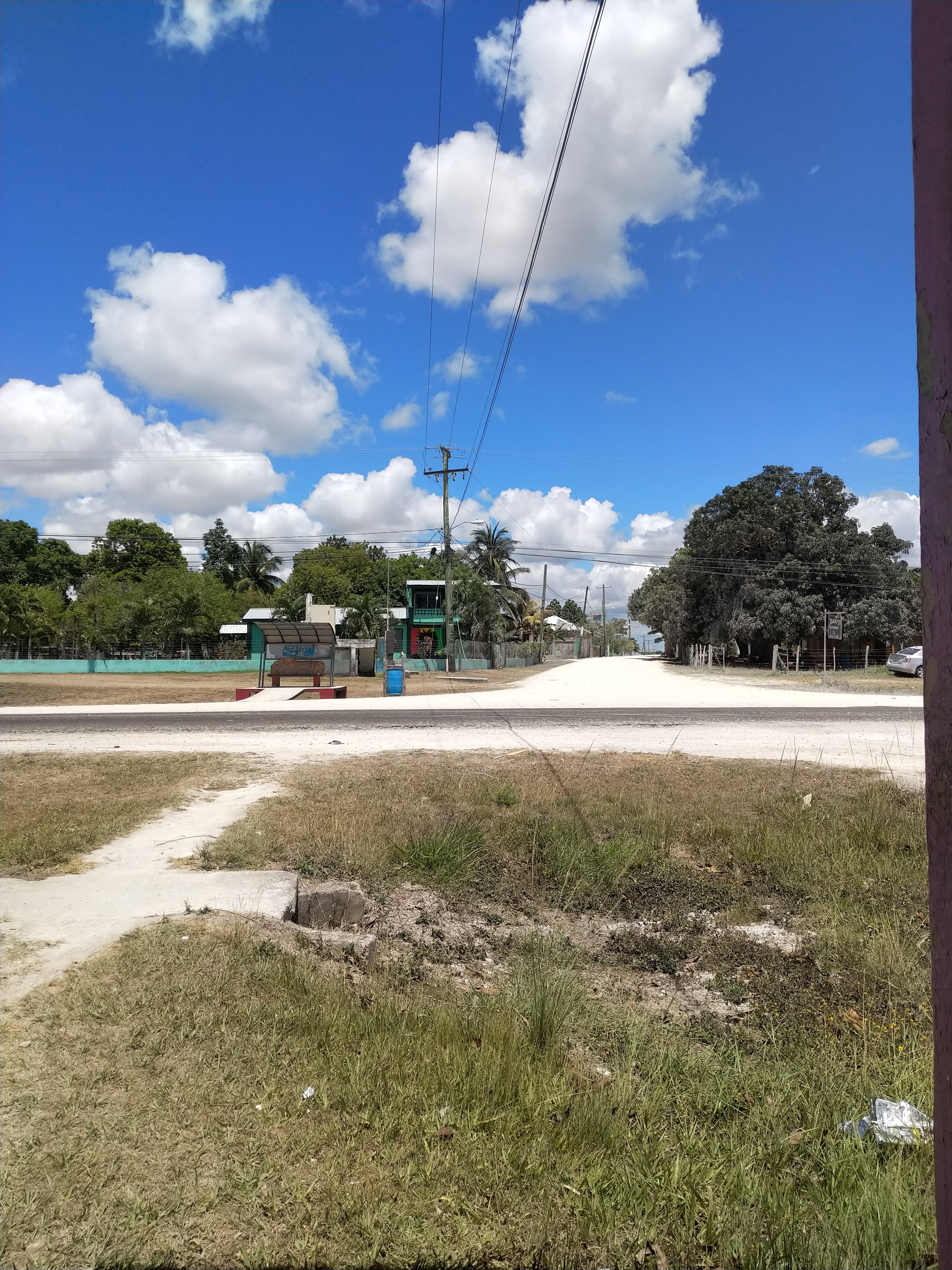
Carmelita am Northern Highway.

Carmelita ist ein Ort am New River und am Northern Highway nördlich von Biscayne (S) im Belize District.
In Carmelita steht die einzige Zollstation des Landes an der New River Bridge am Northern Highway. An der Brücke liegt auch ein Landungssteg für Bootstouren zu den historischen Maya-Stätten von Lamanai.
In Carmelita zweigt auch der Old Northern Highway ab nach Ost-Südost in Richtung auf Cashew Tree und London. Im Norden schließt sich San Jose Palmar und Orange Walk Town an.

## Geschichte
Der Software-Entwickler John McAfee siedelte sich 2008 in Carmelita an, wo er mehrere Gebäude erbauen ließ, unter anderem eine Polizei-Station. Sein Leben dort wurde in der Fernsehdokumentation Gringo: The Dangerous Life of John McAfee porträtiert.

## Klima
Nach dem Köppen-Geiger-System zeichnet sich Carmelita durch ein tropisches Klima mit der Kurzbezeichnung Am aus.